# Віїле-Апей
Віїле-Апей (рум. Viile Apei) — село у повіті Марамуреш в Румунії. Адміністративно підпорядковане місту Сейнь.
Село розташоване на відстані 430 км на північний захід від Бухареста, 25 км на північний захід від Бая-Маре, 114 км на північ від Клуж-Напоки.

## Населення
За даними перепису населення 2002 року у селі проживали 742 особи.
Національний склад населення села:
| Національність | Кількість осіб | Відсоток |
| -------------- | -------------- | -------- |
| румуни         | 558            | 75,2%    |
| угорці         | 183            | 24,7%    |

Рідною мовою назвали:
| Мова      | Кількість осіб | Відсоток |
| --------- | -------------- | -------- |
| румунська | 558            | 75,2%    |
| угорська  | 184            | 24,8%    |